# Біньзионг (футбольний клуб)
Футбольний клуб «Бікамікс Біньзионг» або просто «T&T» в'єт. Câu lạc bộ bóng đá T&T Hà Nội — в'єтнамський футбольний клуб з міста Тхузаумот, який виступає в В-Ліга.

## Досягнення
- В.Ліга 1:
  -  Чемпіон (4): 2007, 2008, 2014, 2015
  -  Срібний призер (2): 2006, 2009
  -  Бронзовий призер (1): 2005

- Кубок В'єтнаму:
  -  Володар (3): 1994 (як Сонгбі), 2015, 2018
  -  Фіналіст (3): 2008, 2014, 2017

- Суперкубок В'єтнаму:
  -  Володар (4): 2007, 2008, 2014, 2015

- Другий дивізіон Чемпіонату В'єтнаму з футболу:
  -  Срібний призер (1): 2003

- Кубок БТВ:
  -  Володар (5): 2002, 2003, 2005, 2012, 2013
  -  Фіналіст (3): 2006, 2008, 2011

- Клубний чемпіонат Меконгу:
  -  Володар (1): 2014

## Відомі гравці
| - Ву Ню Тхань - Нгуен Ву Фонг - Хіюнь Куанг Тхань - Фабіу душ Сантуш - Кеслі Алвеш | - Леандру да Олівейра - Лі Нгуен - Венсан Боссу - Чарльз Мбабазі - Дінь Хоанг Ла |